# Helene Mayer
Helene Mayer, född 20 december 1910 i Offenbach am Main, död 15 oktober 1953 i Heidelberg, var en olympisk mästare i fäktning som tävlade för Nazityskland i sommarolympiaden 1936, trots att hon tvingats lämna Tyskland och bosatt sig i USA då hon var av judisk börd.